# Любопытная Варвара
«Любопы́тная Варва́ра» — российский многосерийный детский детектив по мотивам книги писателя Георгия Ланского «Варвара Смородина против зомби» о деревенских приключениях юной, но не по годам сообразительной сыщицы и её друга Васи. В главных ролях: Полина Айнутдинова, Сергей Фёдоров, Вероника Журавлёва, Виктор Бычков, Людмила Артемьева, Максим Карушев, Михаил Тарабукин, Наталия Медведева, Ульяна Куликова.
Премьера состоялась 1 сентября 2024 года в онлайн-кинотеатре Wink.
Телевизионная премьера сериала состоялась 12 июня 2025 года на телеканале СТС.

## Сюжет
Кумир десятилетней Варвары Смородины (Полина Айнутдинова) — её дедушка (Виктор Бычков), который до выхода на пенсию работал следователем. Подражая ему, она увлеклась криминалистикой, прочитала все популярные детективы и уверена, что благодаря своей наблюдательности и дедуктивному методу может раскрыть любое преступление. Она состоит в кружке «Юный следователь», знает наизусть законы УК РФ, цитирует Шерлока Холмса, а её любимая фраза — «Любопытненько!» (отсюда и появилось прозвище — Любопытная Варвара).
На лето родители отправляют Варвару со старшей сестрой (Вероника Журавлёва) в посёлок Верховой к бабушке (Людмила Артемьева) и дедушке, где юная сыщица наконец-то сможет проявить свой талант, ведь таинственных происшествий в деревне происходит немало. То кто-то отравит коров, из-за чего они перестают давать молоко, то местную ведьму заподозрят в похищении детей, то деревенских мальчишек напугает ожившее огородное пугало, то кто-то угонит автомобиль у ухажёра старшей сестры Варвары, причём как раз накануне свидания…
Помогает Варваре в раскрытии преступлений новый друг — простодушный сельский мальчик Вася (Сергей Фёдоров), который является сыном местного участкового Пряникова (Михаил Тарабукин). Вместе с ним ей предстоит раскрыть самое загадочное дело, связанное с похищенными сокровищами, с которым в своё время не справился ей дедушка…

## Производство
Сериал снят кинокомпанией «Карго» при поддержке «НМГ Студия» и АНО «Институт развития интернета».
Сериал создан по мотивам книги писателя Георгия Ланского о приключениях десятилетней девочки-сыщика Варвары и её друзей. В интервью BFM писатель рассказал, что «Варвара Смородина против зомби», по мотивам которой снят сериал, — его первая и единственная детская книга, вышедшая в 2017 году, при этом написал он её на спор: «На литературном форуме один из литераторов сказал мне что-то типа „слабо ли тебе написать книгу для детей?“. Я сказал, что не слабо и написал».
Книга имела большой успех, поэтому когда Институт развития интернета объявил конкурс сценариев для сериалов, издательство предложило Ланскому подать заявку. Идея фильма про юную сыщицу понравилась продюсерам, и вскоре начались съёмки. Они проходили в Москве и в городе Сухум весной 2024 года. Эпизоды в цирке снимали в Большом Московском государственном цирке на проспекте Вернадского.
В июне 2024 года сериал стал победителем шестого фестиваля сериалов «Пилот» в Иваново.
Трейлер сериала вышел 1 августа 2024 года.
Презентация сериала и светская премьера прошли 1 сентября 2024 года в столичном кинотеатре «Художественный». Среди гостей на светской премьере были актёры Дмитрий Чеботарёв, Владимир Селиванов, Юлия Хамитова, Кай Гетц, телеведущая и модель Анастасия Князева, режиссёры Алексей Нужный и Антон Маслов, телеведущий Григорий Погосян и другие.
Премьера состоялась 1 сентября 2024 года на онлайн-кинотеатре Wink.

## Актёры и персонажи

### Главные роли
| Актёр              | Роль                        |
| ------------------ | --------------------------- |
| Полина Айнутдинова | Варвара Смородина           |
| Сергей Фёдоров     | Вася                        |
| Вероника Журавлёва | Зоя, старшая сестра Варвары |
| Виктор Бычков      | дедушка Варвары             |
| Людмила Артемьева  | бабушка Варвары             |
| Максим Карушев     | Паша                        |
| Михаил Тарабукин   | Пряников, полицейский       |
| Наталия Медведева  | учительница                 |
| Ульяна Куликова    | Маша                        |

### Роли второго плана / эпизоды
| Актёр                | Роль                    |
| -------------------- | ----------------------- |
| Александра Бабаскина | Юля, дочь дрессировщика |
| Алексей Гиммельрейх  | дрессировщик            |
| Алексей Золотовицкий | Юрий                    |
| Али Эмирбеков        | Карим                   |
| Анастасия Асеева     | хранительница музея     |
| Анастасия Житникова  | проводница              |
| Анастасия Тодореску  | Агнесса, факирша        |
| Аркадий Айрапетов    | сосед                   |
| Артём Штепура        | ветеринар               |
| Василиса Немцова     | дочь ветеринара         |
| Виктор Плужников     | пассажир                |
| Виктор Супрун        | Валера                  |
| Владимир Капустин    | охранник                |
| Владимир Левченко    | Тимур                   |
| Владимир Стержаков   | глава МВД               |
| Георгий Данцигер     | папа Паши               |
| Дарья Калашникова    | подруга Маши            |
| Дмитрий Калихов      | Петя                    |
| Елена Соболева       | фармацевт               |
| Илдья Аитов          | силач                   |
| Инна Хотеенкова      | мама Паши               |
| Мария Зарянко        | жена ветеринара         |
| Михаил Мяло          | Серёжа                  |
| Олег Браславский     | Егорыч                  |
| Олеся Железняк       | ведьма                  |
| Ростислав Харин      | Максим                  |
| Светлана Кузьмина    | пассажирка              |
| Сергей Сафронов      | отец Маши               |
| Татьяна Головина     | жена тракториста        |
| Юрий Внуков          | начальник управления    |

## Сезоны и серии

### 1 сезон
| Серия | Название                                      | Дата премьеры    |
| ----- | --------------------------------------------- | ---------------- |
| 1     | «Дело № 1. Призрак лавандового поля. Часть 1» | 1 сентября 2024  |
| 2     | «Дело № 1. Призрак лавандового поля. Часть 2» | 1 сентября 2024  |
| 3     | «Дело № 2. Эпидемия. Часть 1»                 | 8 сентября 2024  |
| 4     | «Дело № 2. Эпидемия. Часть 2»                 | 8 сентября 2024  |
| 5     | «Дело № 3. О пропавшей машине. Часть 1»       | 15 сентября 2024 |
| 6     | «Дело № 3. О пропавшей машине. Часть 2»       | 15 сентября 2024 |
| 7     | «Дело № 4. Семейное. Часть 1»                 | 22 сентября 2024 |
| 8     | «Дело № 4. Семейное. Часть 2»                 | 22 сентября 2024 |

## Номинации и награды
| Премия                                | Год  | Категория                  | Результат | Примечание                                       |
| ------------------------------------- | ---- | -------------------------- | --------- | ------------------------------------------------ |
| Фестиваль сериалов «Пилот»            | 2024 | Лучший пилот сериала       | Победа    | [ 17 ] [ 28 ] [ 18 ] [ 29 ] [ 30 ] [ 31 ] [ 32 ] |
| Национальная премия интернет-контента | 2025 | Игровой сериал до 30 минут | Победа    | [ 33 ]                                           |

## О сериале
Карен Оганесян, продюсер:
Недостаточно, чтобы проект был интересен только самым маленьким. Он должен нравиться и родителям, содержать важные смыслы, которые могут пригодиться в воспитании детей. В основу нашей истории заложено много моих собственных детских переживаний и страхов. Это сделано для того, чтобы в интересной жанровой форме донести до родителей простую мысль: не нужно пугать своих детей, нужно их внимательно слушать. То, что для взрослого человека может быть невинной страшилкой, для ребёнка — травма на всю жизнь. Кинопроекты для детей сейчас необходимы как воздух, и их важно и нужно создавать в большем объёме…
Юрий Коробейников, режиссёр:
В нашем сериале, несмотря на то, что он детский, затронуты важные темы: ответственность взрослого перед ребёнком, вопросы отношений внутри семьи, дружбы и того, как люди должны прощать. Наши главные актёры-дети были просто чудесные: капризов не было вообще. Все хотели работать, все учили тексты, и это при том, что съёмки были непростыми. В общем, у меня просто любовь и восторг от наших маленьких артистов.
Георгий Ланской, писатель:
Киношная Варвара несколько отличается от книжной. Во-первых, она младше. Во-вторых, у неё темперамент другой. Моя Варвара немного мрачноватая, язвительная. Но Варвара в исполнении Полины Айнутдиновой мне понравилась. Для кино такой солнечный, позитивный образ лучше. А вот Вася, её помощник в расследовании — абсолютно такой, каким я и представлял себе сельского мальчишку, ставшего «доктором Ватсоном» при юной сыщице. 
Полина Айнутдинова, актриса:
Сначала я думала, что мы с моей героиней Варварой совсем не похожи, а потом оказалось, что у нас есть что-то общее — мы обе обожаем читать детективы. Съёмки в сериале многому меня научили. Я бы даже сказала, что стала взрослее, потому что это моя первая большая роль с таким количеством текста. А ещё на съёмках я научилась играть в шахматы, спасибо одному актёру из команды, который мне помогал. Это был очень интересный проект, и мне невероятно понравилось в нём сниматься!

## Критика
Кинокритик «Российской газеты» высоко оценил сериал, назвав его «эталоном современной простодушной сказки»: «Это сериал, который никого „не грузит“. Его щадящий хронометраж — полчаса на серию — не даёт шанса ни утомиться, ни соскучиться. Его монтаж быстр, герои обаятельны». Правда, он отмечает, что сериал с идентичным названием уже выходил — в 2012 году, и даже был продлён до трёх сезонов: «Любопытно, что сериал 2024 года подхватил эстафету одноимённого сериала 2012 года; там Елена Яковлева играла пенсионерку Варвару, возомнившую себя Шерлоком в юбке. Сериал был тоже необременителен».
Кинообозреватель Елизавета Казакова пишет: «Как ярый поклонник сыщицы-подростка Нэнси Дрю и команды Скуби-Ду, я с нетерпением ждала „Любопытную Варвару“ уже после первого анонса. Главная героиня правильно подметила: взрослым не хватает нестандартного мышления. Детективы для юных зрителей как раз позволяют взглянуть на расследование преступлений сквозь призму детской непосредственности. Как бонус, при просмотре можно расслабиться: ты точно знаешь, что в каждой серии все персонажи останутся живы… Это крайне привлекательный сериал с визуальной точки зрения. Яркими солнечными цветами, построением кадра и ощущением уюта он напоминает работы режиссёра Уэса Андерсона. Мы смотрим что-то хорошо знакомое о приключениях непоседливых детей в русской глубинке, но в то же время выкрученные цвета и необычные детали добавляют сериалу щепотку „западности“».
«От Полины в роли маленькой зазнайки просто невозможно оторваться и даже пресловутое „любопытненько“ не очень раздражает, — пишет автор „Комсомольской правды“. — Окружающие её мальчишки (и, признаемся честно, старшая сестра тоже) уже не так хороши, но не ужасны (привет, современный „Ералаш“!). Присутствующие в кадре взрослые немного карикатурны и комичны, картинка чересчур яркая и красочная, но напомним себе, что мы — не целевая аудитория этого проекта. А вот ребята 6+, возможно, посмотрят сериал и захотят узнать что-то о расследовании преступлений, судмедэкспертизе и (о боги!) почитать хоть какую-нибудь книгу».